# Comuna Iablunivka, Busk
Iablunivka (în ucraineană Яблунівка) este o comună în raionul Busk, regiunea Liov, Ucraina, formată din satele Iablunivka (reședința) și Rokîtne.

## Demografie
Componența lingvistică a comunei Iablunivka
     Ucraineană (99,64%)
     Alte limbi (0,36%)
Conform recensământului din 2001, majoritatea populației comunei Iablunivka era vorbitoare de ucraineană (99,64%), existând în minoritate și vorbitori de alte limbi.